# Хульмыяха (приток Апакапура)
Хульмыяха (устар. Хульмы-Яха) — река в России, протекает по Ямало-Ненецкому АО. Устье реки находится в 129 км по левому берегу реки Апакапур. Длина реки составляет 43 км.

## Данные водного реестра
По данным государственного водного реестра России относится к Нижнеобскому бассейновому округу, водохозяйственный участок реки — Пур, речной подбассейн реки — подбассейн отсутствует. Речной бассейн реки — Пур.
Код объекта в государственном водном реестре — 15040000112115300056087.